# LII Legislatura del Congreso de la Unión de México
La LII Legislatura del Congreso de la Unión estuvo conformada por los senadores y los diputados miembros de sus respectivas cámaras. Inició sus funciones el día 1 de septiembre de 1982 y concluyó el 31 de agosto de 1985.
Los senadores y diputados fueron elegidos para su cargo en las Elecciones de 1982, los senadores fueron elegidos por un periodo de seis años (por lo que ejerció su cargo también en la siguiente legislatura), y los diputados fueron elegidos para un periodo de tres años.
La conformación de la LII Legislatura fue como sigue:

## Senado de la República
Los miembros del Senado de la República fueron elegidos dos por cada estado y el Distrito Federal, dando un total de 64 senadores.

### Número de Senadores por partido político
|  | Partido                              | Senadores |
|  | ------------------------------------ | --------- |
|  | Partido Revolucionario Institucional | 64        |

Los 64 Senadores que conforman la LIV Legislatura son los siguientes:

### Senadores por entidad federativa
| Estado              | Senador                                                      | Partido | Estado           | Senador                                             | Partido |
| ------------------- | ------------------------------------------------------------ | ------- | ---------------- | --------------------------------------------------- | ------- |
| Aguascalientes      | Roberto Casillas Hernández                                   |         | Nayarit          | Rigoberto Ochoa Zaragoza                            |         |
| Aguascalientes      | Andrés A. Valdivia                                           |         | Nayarit          | Celso Humberto Delgado                              |         |
| Baja California     | Alfonso Garzón Santibáñez                                    |         | Nuevo León       | Raúl Caballero Escamilla                            |         |
| Baja California     | Carmen Márquez Jiménez                                       |         | Nuevo León       | Raúl Salinas Lozano                                 |         |
| Baja California Sur | Armando Trasviña Taylor                                      |         | Oaxaca           | Heladio Ramírez López                               |         |
| Baja California Sur | Guillermo Mercado Romero                                     |         | Oaxaca           | Andrés Henestrosa                                   |         |
| Campeche            | Rafael Armando Herrera Morales                               |         | Puebla           | Alfonso Zegbe Sanen                                 |         |
| Campeche            | Renato Sales Gasque                                          |         | Puebla           | Ángel Aceves Saucedo                                |         |
| Chiapas             | Patrocinio González Garrido                                  |         | Querétaro        | N/D Suple a Mariano Palacios Alcocer                |         |
| Chiapas             | Manuel Villafuerte Mijangos                                  |         | Querétaro        | Silvia Hernández Enríquez                           |         |
| Chihuahua           | Diamantina Reyes Esparza Suple a José Refugio Mar de la Rosa |         | Quintana Roo     | Alberto Villanueva Sansores                         |         |
| Chihuahua           | José Socorro Salcido Gómez                                   |         | Quintana Roo     | Miguel Borge Martín                                 |         |
| Coahuila            | Raúl Castellano Jiménez                                      |         | San Luis Potosí  | Gonzalo Martínez Corbalá                            |         |
| Coahuila            | Francisco José Madero González                               |         | San Luis Potosí  | José Antonio Padilla Segura                         |         |
| Colima              | Alberto Javier Ahumada Padilla                               |         | Sinaloa          | Ernesto Millán Escalante                            |         |
| Colima              | Socorro Díaz Palacios                                        |         | Sinaloa          | Juan S. Millán                                      |         |
| Durango             | Miguel González Avelar                                       |         | Sonora           | Fernando Mendoza Contreras                          |         |
| Durango             | José Ramírez Gamero                                          |         | Sonora           | Alejandro Sobarzo Loaiza Suple a Jorge Díaz Serrano |         |
| Guanajuato          | Guadalupe Rivera Marín Suple a Agustín Téllez Cruces         |         | Tabasco          | Humberto Hernández Haddad                           |         |
| Guanajuato          | Gilberto Muñoz Mosqueda                                      |         | Tabasco          | Salvador Neme Castillo                              |         |
| Guerrero            | Guadalupe Gómez Maganda Bermeo                               |         | Tamaulipas       | Salvador Barragán Camacho                           |         |
| Guerrero            | Filiberto Viguera Lázaro                                     |         | Tamaulipas       | Américo Villarreal Guerra                           |         |
| Hidalgo             | Adolfo Lugo Verduzco                                         |         | Tlaxcala         | Faustino Alba Zavala                                |         |
| Hidalgo             | Luis José Dorantes Segovia                                   |         | Tlaxcala         | Héctor Vázquez Paredes                              |         |
| Jalisco             | Heliodoro Hernández Loza                                     |         | Veracruz         | Mario Hernández Posadas                             |         |
| Jalisco             | Ramón Martínez Martín                                        |         | Veracruz         | Manuel Ramos Gurrión                                |         |
| Estado de México    | Yolanda Sentíes Echeverría                                   |         | Yucatán          | Víctor Manzanilla Schaffer                          |         |
| Estado de México    | Héctor Jarquín Hernández                                     |         | Yucatán          | Myrna Esther Hoyos Schlamme                         |         |
| Michoacán           | Antonio Martínez Báez                                        |         | Zacatecas        | Arturo Romo Gutiérrez                               |         |
| Michoacán           | Norberto Mora Plancarte                                      |         | Zacatecas        | Rafael Cervantes Acuña                              |         |
| Morelos             | Antonio Riva Palacio López                                   |         | Distrito Federal | Hugo B. Margáin                                     |         |
| Morelos             | Gonzalo Pastrana Castro                                      |         | Distrito Federal | Abraham Martínez Rivero                             |         |

### Coordinadores parlamentarios
- Partido Revolucionario Institucional: 
  - Antonio Riva Palacio López

### Presidentes del Senado en la LII Legislatura
- (1985 - 1987): Antonio Riva Palacio López

## Cámara de Diputados
La Cámara de Diputados estuvo compuesta por 400 legisladores electos para un periodo de 3 años y no reelegibles para el periodo inmediato. 300 Diputados fueron elegidos mediante voto directo por cada uno de los Distritos Electorales del país, y los otros 100 mediando un sistema de listas votadas en cada una de las Circunscripciones electorales.
La composición de la Cámara de Diputados en la LII Legislatura fue la que sigue:

### Número de Diputados por partido político
|  | Partido                                | Diputados |
|  | -------------------------------------- | --------- |
|  | Partido Acción Nacional                | 51        |
|  | Partido Revolucionario Institucional   | 299       |
|  | Partido Popular Socialista             | 10        |
|  | Partido Demócrata Mexicano             | 12        |
|  | Partido Socialista de los Trabajadores | 11        |
|  | Partido Socialista Unificado de México | 17        |
|  | Total                                  | 400       |

### Diputados por distrito uninominal (mayoría relativa)
| Estado              | Distrito | Diputado                                                   | Partido   | Estado          | Distrito | Diputado                                               | Partido |
| ------------------- | -------- | ---------------------------------------------------------- | --------- | --------------- | -------- | ------------------------------------------------------ | ------- |
| Aguascalientes      | 1        | Heriberto Vázquez Becerra                                  |           | México          | 16       | Arturo Martínez Legorreta                              |         |
| Aguascalientes      | 2        | Héctor Hugo Olivares Ventura                               |           | México          | 17       | Apolinar de la Cruz Loreto                             |         |
| Baja California     | 1        | José Ignacio Monge Rangel                                  |           | México          | 18       | José Armando Gordillo Mandujano                        |         |
| Baja California     | 2        | Martiniano Valdez Escobedo                                 |           | México          | 19       | Ernesto Andonegui Luna                                 |         |
| Baja California     | 3        | José Luis Castro Verduzco                                  |           | México          | 20       | José Ruiz González                                     |         |
| Baja California     | 4        | Gilberto Gutiérrez Banaga                                  |           | México          | 21       | Hugo Díaz Thomé                                        |         |
| Baja California     | 5        | Leonor Rosales Rodríguez                                   |           | México          | 22       | José Luis García García                                |         |
| Baja California     | 6        | Leopoldo Durán Rentería                                    |           | México          | 23       | Juan de Dios Salazar Salazar                           |         |
| Baja California Sur | 1        | Jesús Murillo Aguilar                                      |           | México          | 24       | José Lucio Ramírez Ornelas                             |         |
| Baja California Sur | 2        | Alberto Miranda Castro                                     |           | México          | 25       | Juan Herrera Servín                                    |         |
| Campeche            | 1        | Jorge Dzib Sotelo                                          |           | México          | 26       | Leonardo González Valera                               |         |
| Campeche            | 2        | Abelardo Carrillo Zavala                                   |           | México          | 27       | Carlos Barrios Honey                                   |         |
| Chiapas             | 1        | Enoch Cansino Casahonda                                    |           | México          | 28       | Alfonso Gaytán Esquivel                                |         |
| Chiapas             | 2        | Areli Madrid Tovilla                                       |           | México          | 29       | Eleazar García Rodríguez                               |         |
| Chiapas             | 3        | Homero Tovilla Cristiani                                   |           | México          | 30       | Guillermo Fragoso Martínez                             |         |
| Chiapas             | 4        | Oralia Coutiño Ruiz                                        |           | México          | 31       | Enrique Riva Palacio Galicia                           |         |
| Chiapas             | 5        | Faustino Roos Mazo                                         |           | México          | 32       | Raúl Vélez García                                      |         |
| Chiapas             | 6        | Humberto Pulido García                                     |           | México          | 33       | Manuel Nogal Elorza                                    |         |
| Chiapas             | 7        | Sami David David                                           |           | México          | 34       | María Elisa Alvarado Carrillo                          |         |
| Chiapas             | 8        | Germán Jiménez Gómez                                       |           | Michoacán       | 1        | Francisco Javier Ovando Hernández                      |         |
| Chiapas             | 9        | Eloy Morales Espinosa                                      |           | Michoacán       | 2        | Jorge Canedo Vargas                                    |         |
| Chihuahua           | 1        | Miguel Ángel Acosta Ramos                                  |           | Michoacán       | 3        | Raúl Lemus García                                      |         |
| Chihuahua           | 2        | Alfonso Cereceros Peña                                     |           | Michoacán       | 4        | Hermenegildo Anguiano Martínez                         |         |
| Chihuahua           | 3        | Enrique Soto Izquierdo                                     |           | Michoacán       | 5        | Guillermo Villa Ávila                                  |         |
| Chihuahua           | 4        | Francisco Rodríguez Pérez                                  |           | Michoacán       | 6        | Alfonso Méndez Ramírez                                 |         |
| Chihuahua           | 5        | Samuel Díaz Olguín                                         |           | Michoacán       | 7        | Cristóbal Arias Solís                                  |         |
| Chihuahua           | 6        | Diógenes Bustamante Vela                                   |           | Michoacán       | 8        | Ignacio Olvera Quintero                                |         |
| Chihuahua           | 7        | Juan Manuel Terrazas Sánchez                               |           | Michoacán       | 9        | Juan Villegas Torres                                   |         |
| Chihuahua           | 8        | Dora Villegas Nájera                                       |           | Michoacán       | 10       | Eulalio Ramos Valladolid                               |         |
| Chihuahua           | 9        | Servando Portillo Díaz                                     |           | Michoacán       | 11       | Armando Octavio Ballinas Mayés                         |         |
| Chihuahua           | 10       | Miguel Olea Enríquez                                       |           | Michoacán       | 12       | José Cervantes Acosta                                  |         |
| Coahuila            | 1        | Abraham Cepeda Izaguirre                                   |           | Michoacán       | 13       | María Antonia Vázquez Segura                           |         |
| Coahuila            | 2        | Víctor González Avelar                                     |           | Morelos         | 1        | N/D Suple a Juan Salgado Brito                         |         |
| Coahuila            | 3        | Enrique Neavez Muñiz                                       |           | Morelos         | 2        | Heladio Gutiérrez Ortega                               |         |
| Coahuila            | 4        | Lucio Lozano Ramírez                                       |           | Morelos         | 3        | Lorenzo García Solís                                   |         |
| Coahuila            | 5        | Óscar Ramírez Mijares                                      |           | Morelos         | 4        | Emma Victoria Campos Figueroa                          |         |
| Coahuila            | 6        | Enrique Agüero Ávalos                                      |           | Nayarit         | 1        | Antonio Pérez Peña                                     |         |
| Coahuila            | 7        | Juan A. García Guerrero                                    |           | Nayarit         | 2        | Ignacio González Barragán                              |         |
| Colima              | 1        | Humberto Silva Ochoa                                       |           | Nayarit         | 3        | Juan Medina Cervantes                                  |         |
| Colima              | 2        | Ramón Serrano García                                       |           | Nuevo León      | 1        | Alberto Santos de Hoyos                                |         |
| Distrito Federal    | 1        | Pedro Luis Bartilotti Perea                                |           | Nuevo León      | 2        | Juventino González Ramos                               |         |
| Distrito Federal    | 2        | Rodolfo García Pérez                                       |           | Nuevo León      | 3        | Carlota Vargas Garza                                   |         |
| Distrito Federal    | 3        | Carlos Jiménez Macías                                      |           | Nuevo León      | 4        | Homero Ayala Torres                                    |         |
| Distrito Federal    | 4        | Domingo Alapizco Jiménez                                   |           | Nuevo León      | 5        | Eleazar Bazaldua Bazaldua                              |         |
| Distrito Federal    | 5        | Carlos Jiménez Lizardi Suple a Miguel Ángel Morado Garrido |           | Nuevo León      | 6        | N/D Suple a Jorge Treviño Martínez                     |         |
| Distrito Federal    | 6        | Venustiano Reyes López                                     |           | Nuevo León      | 7        | Ricardo Cavazos Galván                                 |         |
| Distrito Federal    | 7        | José de Jesús Fernández Alatorre                           |           | Nuevo León      | 8        | Antonio Medina Ojeda                                   |         |
| Distrito Federal    | 8        | Juan Saldaña Rosell                                        |           | Nuevo León      | 9        | Alejandro Lambretón Narro                              |         |
| Distrito Federal    | 9        | Arturo Contreras Cuevas                                    |           | Nuevo León      | 10       | Luis Eugenio Todd                                      |         |
| Distrito Federal    | 10       | Manuel Osante López                                        |           | Nuevo León      | 11       | Guillermo Garza Luna                                   |         |
| Distrito Federal    | 11       | Enrique León Martínez                                      |           | Oaxaca          | 1        | Raúl Enríquez Palomec                                  |         |
| Distrito Federal    | 12       | Wulfrano Leyva Salas                                       |           | Oaxaca          | 2        | Demetrio Meixueiro Siguenza                            |         |
| Distrito Federal    | 13       | Hilda Anderson Nevárez                                     |           | Oaxaca          | 3        | María Encarnación Paz Méndez                           |         |
| Distrito Federal    | 14       | Álvaro Brito Alonso                                        |           | Oaxaca          | 4        | Odila Torres Ávila                                     |         |
| Distrito Federal    | 15       | Juan José Osorio Palacios                                  |           | Oaxaca          | 5        | Luis Martínez Fernández del Campo                      |         |
| Distrito Federal    | 16       | José Aguilar Alcérreca                                     |           | Oaxaca          | 6        | Jorge Luis Chávez Zárate                               |         |
| Distrito Federal    | 17       | Guillermo Dávila Martínez                                  |           | Oaxaca          | 7        | Antonio Fabila Meléndez                                |         |
| Distrito Federal    | 18       | Joaquín del Olmo Reyes                                     |           | Oaxaca          | 8        | Pedro Salinas Guzmán                                   |         |
| Distrito Federal    | 19       | Sara Villalpando Núñez                                     |           | Oaxaca          | 9        | Serafín Aguilar Franco                                 |         |
| Distrito Federal    | 20       | Mateo de Regil Rodríguez                                   |           | Oaxaca          | 10       | Joseph Stephan Acar                                    |         |
| Distrito Federal    | 21       | Everardo Gámiz Fernández                                   |           | Puebla          | 1        | Hilda Luisa Valdemar Lima                              |         |
| Distrito Federal    | 22       | José Carreño Carlón                                        |           | Puebla          | 2        | Guillermo Pacheco Pulido                               |         |
| Distrito Federal    | 23       | Servio Tulio Acuña                                         |           | Puebla          | 3        | Efraín Trujeque Martínez                               |         |
| Distrito Federal    | 24       | Daniel Belanzario Díaz                                     |           | Puebla          | 4        | Lino García Gutiérrez                                  |         |
| Distrito Federal    | 25       | Jesús Salazar Toledano                                     |           | Puebla          | 5        | Olegario Valencia Portillo                             |         |
| Distrito Federal    | 26       | Ignacio Cuauhtémoc Paleta                                  |           | Puebla          | 6        | Wulfrano Ascensión Bravo                               |         |
| Distrito Federal    | 27       | Xóchitl Llarena del Rosario                                |           | Puebla          | 7        | Isabel Serdán Álvarez                                  |         |
| Distrito Federal    | 28       | Antonio Osorio León                                        |           | Puebla          | 8        | Jaime Alcántara Silva                                  |         |
| Distrito Federal    | 29       | Manuel Álvarez González                                    |           | Puebla          | 9        | Luis Aguilar Cerón                                     |         |
| Distrito Federal    | 30       | Esteban Núñez Perea                                        |           | Puebla          | 10       | Mariano Piña Olaya                                     |         |
| Distrito Federal    | 31       | María L. Calzada de Campos                                 |           | Puebla          | 11       | Javier Bolaños Vázquez                                 |         |
| Distrito Federal    | 32       | Luz Lajous Vargas                                          |           | Puebla          | 12       | Manuel R. Villa Issa                                   |         |
| Distrito Federal    | 33       | José Parcero López                                         |           | Puebla          | 13       | Víctor Manuel Carreto Fernández de Lara                |         |
| Distrito Federal    | 34       | Netzahualcóyotl de la Vega                                 |           | Puebla          | 14       | Sacramento Joffre Vázquez                              |         |
| Distrito Federal    | 35       | Armida Martínez Valdez                                     |           | Querétaro       | 1        | Angélica Paulín Posada                                 |         |
| Distrito Federal    | 36       | Armando Corona Boza                                        |           | Querétaro       | 2        | Ramón Ordaz Almaraz                                    |         |
| Distrito Federal    | 37       | Alfonso Valdivia Ruvalcaba                                 |           | Querétaro       | 3        | Ernesto Luque Feregrino                                |         |
| Distrito Federal    | 38       | Alejandro Posadas Espinosa                                 |           | Quintana Roo    | 1        | Sara Muza Simón                                        |         |
| Distrito Federal    | 39       | Alicia Perla Sánchez Lazcano                               |           | Quintana Roo    | 2        | Javier Sánchez Lozano                                  |         |
| Distrito Federal    | 40       | Norma Silvia López Cano Aveleyra                           |           | San Luis Potosí | 1        | Víctor Alfonso Maldonado Moreleón                      |         |
| Durango             | 1        | Zina Ruiz de León                                          |           | San Luis Potosí | 2        | José Guadalupe Vega Macías                             |         |
| Durango             | 2        | Jesús Ibarra Reyes                                         |           | San Luis Potosí | 3        | Odilón Martínez Rodríguez                              |         |
| Durango             | 3        | María Albertina Barbosa Espinoza                           |           | San Luis Potosí | 4        | Gerardo Ramos Romo                                     |         |
| Durango             | 4        | Maximiliano Silerio Esparza                                |           | San Luis Potosí | 5        | Eusebio Ordaz Ortiz                                    |         |
| Durango             | 5        | Juan Arizmendi Hernández                                   |           | San Luis Potosí | 6        | Leopoldino Ortiz Santos                                |         |
| Durango             | 6        | Cirino Olvera Espinoza                                     |           | San Luis Potosí | 7        | Helios Barragán López                                  |         |
| Guanajuato          | 1        | Enrique Fernández Martínez Arce                            |           | Sinaloa         | 1        | Ángel Sandoval Romero                                  |         |
| Guanajuato          | 2        | Carlos Machiavelo Marín                                    |           | Sinaloa         | 2        | Homobono Rosas Rodríguez                               |         |
| Guanajuato          | 3        | Juan Valera Mayorga                                        |           | Sinaloa         | 3        | Jesús Manuel Viedas Esquerra                           |         |
| Guanajuato          | 4        | Luis Vaquera García                                        |           | Sinaloa         | 4        | Germinal Arámburo Cristerna                            |         |
| Guanajuato          | 5        | Rubén García Farías                                        |           | Sinaloa         | 5        | Rafael Oceguera Ramos                                  |         |
| Guanajuato          | 6        | Javier Martínez Aguilera                                   |           | Sinaloa         | 6        | Juan Rodolfo López Monroy                              |         |
| Guanajuato          | 7        | Álvaro Uribe Salas                                         |           | Sinaloa         | 7        | Maclovio Osuna Balderrama                              |         |
| Guanajuato          | 8        | Luis Dantón Rodríguez                                      |           | Sinaloa         | 8        | Saúl Ríos Beltrán                                      |         |
| Guanajuato          | 9        | Salvador Rocha Díaz                                        |           | Sinaloa         | 9        | Manuel Tarriba Rojo                                    |         |
| Guanajuato          | 10       | Ausencio Astudillo Bello                                   |           | Sonora          | 1        | Luis Héctor Ochoa Bercini                              |         |
| Guanajuato          | 11       | Rodolfo Padilla Padilla                                    |           | Sonora          | 2        | Alfonso Molina Ruibal                                  |         |
| Guanajuato          | 12       | Sergio Lara Espinoza                                       |           | Sonora          | 3        | Florentino López Tapia                                 |         |
| Guanajuato          | 13       | José Luis Caballero Cárdenas                               |           | Sonora          | 4        | Manlio Fabio Beltrones                                 |         |
| Guerrero            | 1        | Zotico García Pastrana                                     |           | Sonora          | 5        | Ricardo Castillo Peralta                               |         |
| Guerrero            | 2        | José Martínez Morales                                      |           | Sonora          | 6        | Rubén Castro Ojeda                                     |         |
| Guerrero            | 3        | Rafael Armenta Ortiz                                       |           | Sonora          | 7        | Ramiro Valdez Fontes                                   |         |
| Guerrero            | 4        | Rosa Martha Muñuzuri                                       |           | Tabasco         | 1        | Amador Izundegui Rullán                                |         |
| Guerrero            | 5        | Mario González Navarro                                     |           | Tabasco         | 2        | Oscar Cantón Zetina                                    |         |
| Guerrero            | 6        | Adrián Mayoral Bracamontes                                 |           | Tabasco         | 3        | Andrés Sánchez Solís                                   |         |
| Guerrero            | 7        | Eloy Polanco Salinas                                       |           | Tabasco         | 4        | Manuel Llergo Heredía                                  |         |
| Guerrero            | 8        | Luis Taurino Jaime Castro                                  |           | Tabasco         | 5        | Griselda García Serra                                  |         |
| Guerrero            | 9        | Efraín Zúñiga Galeana                                      |           | Tamaulipas      | 1        | Ascensión Martínez Cavazos                             |         |
| Guerrero            | 10       | Rubén Pérez Espino                                         |           | Tamaulipas      | 2        | Federico Hernández Cortez                              |         |
| Hidalgo             | 1        | Juan Mariano Acoltzin V.                                   |           | Tamaulipas      | 3        | Heriberto Batres García                                |         |
| Hidalgo             | 2        | Julieta Guevara Bautista                                   |           | Tamaulipas      | 4        | Abdón Martínez Hinojosa                                |         |
| Hidalgo             | 3        | César Humberto Vieyra Salgado                              |           | Tamaulipas      | 5        | Roberto González Barba                                 |         |
| Hidalgo             | 4        | Onofre Hernández Rivera                                    |           | Tamaulipas      | 6        | Benito Ignacio Santamaría Sánchez                      |         |
| Hidalgo             | 5        | Humberto Lugo Gil                                          |           | Tamaulipas      | 7        | Mario Santos Gómez                                     |         |
| Hidalgo             | 6        | Antonio Ramírez Herrera                                    |           | Tamaulipas      | 8        | Manuel Cavazos Lerma                                   |         |
| Jalisco             | 1        | José Luis Lamadrid Sauza                                   |           | Tamaulipas      | 9        | Martha Chávez Padrón                                   |         |
| Jalisco             | 2        | Ramiro Plascencia Loza                                     |           | Tlaxcala        | 1        | José Antonio Álvarez Lima                              |         |
| Jalisco             | 3        | José Luis Peña Loza                                        |           | Tlaxcala        | 2        | Alma Inés Gracia Torres                                |         |
| Jalisco             | 4        | María del Carmen Mercado Chávez                            |           | Veracruz        | 1        | Antonio Murrieta Necoechea                             |         |
| Jalisco             | 5        | Leopoldo Hernández Partida                                 |           | Veracruz        | 2        | Rogelio Carballo Millán                                |         |
| Jalisco             | 6        | Luis Garfias Magaña                                        |           | Veracruz        | 3        | Mauro Melo Barrios                                     |         |
| Jalisco             | 7        | José Rosas Gómez Luna                                      |           | Veracruz        | 4        | Edmundo Martínez Zaleta                                |         |
| Jalisco             | 8        | Sergio M. Beas Pérez                                       |           | Veracruz        | 5        | Alfonso Arroyo Flores                                  |         |
| Jalisco             | 9        | Bertha Lenia Hernández de Ruvalcaba                        |           | Veracruz        | 6        | Salvador Valencia Carmona                              |         |
| Jalisco             | 10       | Francisco Galindo Musa                                     |           | Veracruz        | 7        | Servando Díaz Suárez                                   |         |
| Jalisco             | 11       | Víctor Manuel Torres Ramírez                               |           | Veracruz        | 8        | José Nassar Tenorio                                    |         |
| Jalisco             | 12       | Aide Villalobos Rivera                                     |           | Veracruz        | 9        | Daniel Sierra Rivera                                   |         |
| Jalisco             | 13       | Oralia Viramontes de la Mora                               |           | Veracruz        | 10       | Jorge Minvielle Porte Petit                            |         |
| Jalisco             | 14       | José Luis Martínez Rodríguez                               |           | Veracruz        | 11       | Mario Vargas Saldaña                                   |         |
| Jalisco             | 15       | Héctor Manuel Perfecto Rodríguez                           |           | Veracruz        | 12       | Irma Cué de Duarte                                     |         |
| Jalisco             | 16       | Héctor Ixtláhuac Gaspar                                    |           | Veracruz        | 13       | Celso Vázquez Ramírez                                  |         |
| Jalisco             | 17       | Nicolás Orozco Ramírez                                     |           | Veracruz        | 14       | Wilfrido Martínez Gómez                                |         |
| Jalisco             | 18       | Alfredo Barba Hernández                                    |           | Veracruz        | 15       | Carlos Brito Gómez                                     |         |
| Jalisco             | 19       | Oscar Chacón Iñiguez                                       | cecntrado | Veracruz        | 16       | Héctor Sánchez Ponce                                   |         |
| Jalisco             | 20       | Rafael García Sancho                                       |           | Veracruz        | 17       | Elpidia Excelente Azuara                               |         |
| México              | 1        | Roberto Ruiz Delgado                                       |           | Veracruz        | 18       | Silverio Alvarado Alvarado                             |         |
| México              | 2        | Gerardo Cavazos Cortés                                     |           | Veracruz        | 19       | Seth Cardeña Luna Suple a Roque Spinoso Foglia         |         |
| México              | 3        | Hugo Díaz Velázquez                                        |           | Veracruz        | 20       | Ramón Ojeda Mestre                                     |         |
| México              | 4        | Irma Zárate Pineda                                         |           | Veracruz        | 21       | Amador Toca Cangas                                     |         |
| México              | 5        | Antonio Vélez Torres                                       |           | Veracruz        | 22       | Serafín Domínguez Fermán                               |         |
| México              | 6        | Guillermo Vargas Alarcón                                   |           | Veracruz        | 23       | Manuel Solares Mendiola                                |         |
| México              | 7        | Luis René Martínez Souverville Rivera                      |           | Yucatán         | 1        | Herbé Rodríguez Abraham Suple a Víctor Cervera Pacheco |         |
| México              | 8        | Gustavo Pérez y Pérez                                      |           | Yucatán         | 2        | José Pacheco Durán                                     |         |
| México              | 9        | Moisés Raúl López Laines                                   |           | Yucatán         | 3        | Rubén Calderón Cecilio                                 |         |
| México              | 10       | Josefina Luévano Romo                                      |           | Yucatán         | 4        | Dulce María Sauri Riancho                              |         |
| México              | 11       | Luis Mayén Ruiz                                            |           | Zacatecas       | 1        | Genaro Borrego Estrada                                 |         |
| México              | 12       | Maurilio Hernández González                                |           | Zacatecas       | 2        | Antonio Herrera Bocardo                                |         |
| México              | 13       | Miguel Ángel Sáenz Garza                                   |           | Zacatecas       | 3        | Roberto Castillo Aguilar                               |         |
| México              | 14       | Martín Téllez Salazar                                      |           | Zacatecas       | 4        | Jesús Ortiz Herrera                                    |         |
| México              | 15       | Gildardo Herrera Gómez Tagle                               |           | Zacatecas       | 5        | Ana María Maldonado Pineda                             |         |

### Diputados por representación proporcional
| Circunscripción | Diputado                                               | Partido                                         | Circunscripción | Diputado                         | Partido                                         |
| --------------- | ------------------------------------------------------ | ----------------------------------------------- | --------------- | -------------------------------- | ----------------------------------------------- |
| Primera         | José González Torres                                   | Partido Acción Nacional                         | Tercera         | Luis J. Prieto                   | Partido Acción Nacional                         |
| Primera         | Bernardo Bátiz                                         | Partido Acción Nacional                         | Tercera         | Roger Cicero Mac-Kinney          | Partido Acción Nacional                         |
| Primera         | Juan Vázquez Garza                                     | Partido Acción Nacional                         | Tercera         | Ángel Mora López                 | Partido Acción Nacional                         |
| Primera         | Gerardo Medina Valdez                                  | Partido Acción Nacional                         | Tercera         | Rubén Darío Méndez Aquino        | Partido Acción Nacional                         |
| Primera         | Marco Antonio Fragoso Fragoso                          | Partido Acción Nacional                         | Tercera         | Fabián Basaldúa Vázquez          | Partido Acción Nacional                         |
| Primera         | Manuel Iguiniz González                                | Partido Acción Nacional                         | Tercera         | Paulino Aguilar Paniagua         | Partido Acción Nacional                         |
| Primera         | José Viramontes Paredes                                | Partido Acción Nacional                         | Tercera         | Arnoldo Gáfate Chapa             | Partido Acción Nacional                         |
| Primera         | José Alberto Ling Altamirano                           | Partido Acción Nacional                         | Tercera         | Miguel Gómez Guerrero            | Partido Acción Nacional                         |
| Primera         | Juan José Hinojosa Hinojosa                            | Partido Acción Nacional                         | Tercera         | José Hadad Interian              | Partido Acción Nacional                         |
| Primera         | Francisco Javier González Garza                        | Partido Acción Nacional                         | Tercera         | Manuel Zamora y Duque de Estrada | Partido Acción Nacional                         |
| Primera         | Arturo Trujillo Parada                                 | Partido Acción Nacional                         | Tercera         | Felipe Gutiérrez Zorrilla        | Partido Acción Nacional                         |
| Primera         | Javier Blanco Sánchez                                  | Partido Acción Nacional                         | Tercera         | Jorge Cruickshank García         | Partido Popular Socialista (México)             |
| Primera         | Francisco Ortiz Mendoza                                | Partido Popular Socialista (México)             | Tercera         | Viterbo Cortez Lobato            | Partido Popular Socialista (México)             |
| Primera         | Jesús Luján Gutiérrez                                  | Partido Popular Socialista (México)             | Tercera         | Juan Gualberto Campos Vega       | Partido Popular Socialista (México)             |
| Primera         | David Orozco Romo                                      | Partido Demócrata Mexicano                      | Tercera         | Sergio Ruiz Pérez                | Partido Popular Socialista (México)             |
| Primera         | Baltazar Ignacio Valadez Montoya                       | Partido Demócrata Mexicano                      | Tercera         | Margarito Benítez Durán          | Partido Demócrata Mexicano                      |
| Primera         | David Lomelí Contreras                                 | Partido Demócrata Mexicano                      | Tercera         | Francisco Álvarez de la Fuente   | Partido Demócrata Mexicano                      |
| Primera         | Iván García Solís                                      | Partido Socialista Unificado de México          | Tercera         | Ma. de Jesús Orta Mata           | Partido Demócrata Mexicano                      |
| Primera         | Rolando Cordera Campos                                 | Partido Socialista Unificado de México          | Tercera         | José Encarnación Pérez Gaytán    | Partido Socialista Unificado de México          |
| Primera         | Salvador Castañeda O'Connor                            | Partido Socialista Unificado de México          | Tercera         | Héctor Sánchez López             | Partido Socialista Unificado de México          |
| Primera         | Antonio Gershenson                                     | Partido Socialista Unificado de México          | Tercera         | Pedro Bonilla Díaz De la Vega    | Partido Socialista Unificado de México          |
| Primera         | Arnaldo Córdova                                        | Partido Socialista Unificado de México          | Tercera         | Cándido Díaz Cerecedo            | Partido Socialista de los Trabajadores (México) |
| Primera         | Rafael Aguilar Talamantes                              | Partido Socialista de los Trabajadores (México) | Tercera         | Ricardo Antonio Govela Autrey    | Partido Socialista de los Trabajadores (México) |
| Primera         | Raúl López García                                      | Partido Socialista de los Trabajadores (México) | Tercera         | César Humberto González Magallón | Partido Socialista de los Trabajadores (México) |
| Primera         | Mariano López Ramos                                    | Partido Socialista de los Trabajadores (México) | Tercera         | Pablo Sánchez Puga               | Partido Socialista de los Trabajadores (México) |
| Segunda         | Teresa Ortuño Gurza                                    | Partido Acción Nacional                         | Cuarta          | Jesús Salvador Larios Ibarra     | Partido Acción Nacional                         |
| Segunda         | Astolfo Vicencio Tovar                                 | Partido Acción Nacional                         | Cuarta          | Alfonso Méndez Ramírez           | Partido Acción Nacional                         |
| Segunda         | Francisco Soto Alba                                    | Partido Acción Nacional                         | Cuarta          | Rodolfo Peña Farber              | Partido Acción Nacional                         |
| Segunda         | Octavio Aguilar Camargo Suple a Carlos Chavira Becerra | Partido Acción Nacional                         | Cuarta          | Miguel Ángel Martínez Cruz       | Partido Acción Nacional                         |
| Segunda         | Alberto González Domene                                | Partido Acción Nacional                         | Cuarta          | Javier Moctezuma y Coronado      | Partido Acción Nacional                         |
| Segunda         | Luis Torres Serranía                                   | Partido Acción Nacional                         | Cuarta          | Gabriel Salgado Aguilar          | Partido Acción Nacional                         |
| Segunda         | Jaime Armando de Lara Tamayo                           | Partido Acción Nacional                         | Cuarta          | Juan Millán Brito                | Partido Acción Nacional                         |
| Segunda         | J. Isabel Villegas Piña                                | Partido Acción Nacional                         | Cuarta          | Juan Manuel Molina Rodríguez     | Partido Acción Nacional                         |
| Segunda         | Emma Medina Valtierra                                  | Partido Acción Nacional                         | Cuarta          | José Guadalupe Esparza López     | Partido Acción Nacional                         |
| Segunda         | Gustavo Arturo Vicencio Acevedo                        | Partido Acción Nacional                         | Cuarta          | Pablo Castillón Álvarez          | Partido Acción Nacional                         |
| Segunda         | Esperanza Espinosa Herrera                             | Partido Acción Nacional                         | Cuarta          | Andrés Cásarez Camacho           | Partido Acción Nacional                         |
| Segunda         | Salvador Romero Estrada                                | Partido Acción Nacional                         | Cuarta          | Florentina Villalobos Chaparro   | Partido Acción Nacional                         |
| Segunda         | Luis Enrique Sánchez Espinoza                          | Partido Acción Nacional                         | Cuarta          | Francisco Calderón Ortiz         | Partido Acción Nacional                         |
| Segunda         | Graciela Gutiérrez de Barrios                          | Partido Acción Nacional                         | Cuarta          | Crescencio Morales Orozco        | Partido Popular Socialista (México)             |
| Segunda         | Héctor Ramírez Cuéllar                                 | Partido Popular Socialista (México)             | Cuarta          | Sergio Quiroz Miranda            | Partido Popular Socialista (México)             |
| Segunda         | Alfredo Reyes Contreras                                | Partido Popular Socialista (México)             | Cuarta          | Enrique Alcántar Enríquez        | Partido Demócrata Mexicano                      |
| Segunda         | José Augusto García Lizama                             | Partido Demócrata Mexicano                      | Cuarta          | Ignacio Vital Jáuregui           | Partido Demócrata Mexicano                      |
| Segunda         | Juan López Martínez                                    | Partido Demócrata Mexicano                      | Cuarta          | Raymundo León Ozuna              | Partido Demócrata Mexicano                      |
| Segunda         | Ofelia Ramírez Sánchez                                 | Partido Demócrata Mexicano                      | Cuarta          | Raúl Rea Carvajal                | Partido Socialista Unificado de México          |
| Segunda         | José Dolores López Domínguez                           | Partido Socialista Unificado de México          | Cuarta          | Samuel Meléndres Luévano         | Partido Socialista Unificado de México          |
| Segunda         | Edmundo Jardón Arzate                                  | Partido Socialista Unificado de México          | Cuarta          | Daniel Ángel Sánchez Pérez       | Partido Socialista Unificado de México          |
| Segunda         | Víctor González Rodríguez                              | Partido Socialista Unificado de México          | Cuarta          | Florentino Jaimes Hernández      | Partido Socialista Unificado de México          |
| Segunda         | René Rojas Ayala                                       | Partido Socialista Unificado de México          | Cuarta          | Jesús Lazcano Ochoa              | Partido Socialista Unificado de México          |
| Segunda         | Antonio Ortega Martínez                                | Partido Socialista de los Trabajadores (México) | Cuarta          | Domingo Esquivel Rodríguez       | Partido Socialista de los Trabajadores (México) |
| Segunda         | Ignacio Moreno Garduño                                 | Partido Socialista de los Trabajadores (México) | Cuarta          | Alberto Salgado Salgado          | Partido Socialista de los Trabajadores (México) |

### Presidentes de la Gran Comisión de la Cámara de Diputados
- (1982 - 1985): Humberto Lugo Gil